# Markus Gstöttner
Markus Gstöttner (* 9. August 1986 in Wien) ist ein österreichischer Politiker (ÖVP). Er war von November 2020 bis Juni 2025 Gemeinderat und Abgeordneter zum Wiener Landtag und 2021/22 Kabinettschef von Bundeskanzler Karl Nehammer. Zuvor war er stellvertretender Kabinettschef von Bundeskanzler Sebastian Kurz in der Bundesregierung Kurz I, in der Bundesregierung Kurz II sowie unter Bundeskanzler Alexander Schallenberg.

## Leben
Geboren und aufgewachsen in Wien besuchte er das Schottengymnasium, wo er im Jahr 2004 maturierte. Nach Ableistung des Präsenzdienstes beim österreichischen Bundesheer studierte er an der London School of Economics and Political Science (LSE) und schloss das Studium 2010 mit dem akademischen Grad Master of Science in Economics ab.
Nach seinem Studium in London arbeitete Gstöttner als Research Associate bei The Abdul Latif Jameel Poverty Action Lab (J-PAL). 2011 wechselte er zu McKinsey & Company in London. Als Associate Partner war er zuständig für Projekte in Afrika, Asien, Europa, dem Nahen Osten und den USA. Die Schwerpunkte seiner Arbeit lagen in den Bereichen Transaktionen, Wachstumsstrategie und Sozialsektor.
2017 war er einer der Mitgründer eines Start-ups im Biotechnologie-Bereich.

## Politik
Gstöttner begann seine politische Laufbahn im September 2017 als politischer Referent in der österreichischen Volkspartei. Im Dezember 2017 wechselte er als wirtschaftlicher Berater in das Kabinett von Bundeskanzler Sebastian Kurz in das österreichische Bundeskanzleramt. Von Jänner bis Mai 2019 war er der stellvertretende Kabinettschef und wirtschaftliche Berater des Bundeskanzlers. Mit der Angelobung der Bundesregierung Kurz II übernahm er diese beiden Aufgaben wieder und behielt diese Position auch von Oktober bis Dezember 2021 unter Bundeskanzler Alexander Schallenberg. Mit der Angelobung von Karl Nehammer als Bundeskanzler stieg Gstöttner zum Kabinettschef auf. Am 7. Oktober 2022 wurde bekannt, dass Gstöttner die Position des Kabinettschefs noch im selben Monat abgeben und in die Privatwirtschaft wechseln werde.
2020 kandidierte er für die ÖVP in Wien auf der Landesliste und auf der Bezirksliste in der Inneren Stadt. Am 24. November 2020 wurde er als Gemeinderat und Abgeordneter zum Wiener Landtag angelobt. Nach der Landtags- und Gemeinderatswahl in Wien 2025 schied er am 10. Juni 2025 aus dem Landtag aus.